# Quilombo Arapucu
Arapucu é uma comunidade remanescente de quilombo, população tradicional brasileira, localizada na zona rural do município brasileiro de Óbidos, no Pará. A comunidade de Arapucu é formada por uma população de 79 famílias, distribuídas em uma área de 777,91 hectares. O território foi certificado como remanescente de quilombo (reminiscências históricas de antigos quilombos) em 2007, pela Fundação Cultural Palmares.
Esta comunidade teve o Relatório Técnico de Identificação e Delimitação publicado em 2017(etapa da regularização fundiária), mas ainda está com a situação fundiária em análise (não titulada) no INCRA.

## Histórico
A comunidade quilombola de Arapucu fica localizada à margem do lago Arapucu que deságua no Rio Amazonas. Fica a 17km da sede do município de Óbidos por terra e 8,5km por rio.
A Comunidade Arapucu tem aproximadamente 350 anos, considerando os trabalhos de catequese dos Jesuítas (1660, antes da chegada do Portugueses no local) neste local onde habitavam os Arapuanãs ou os Konduris; sendo que se subtende que Arapucu signifique “dia comprido” em Tupi-guarani. Posteriormente, o local era chamado de colônia, onde havia uma pequena capela, possivelmente em homenagem à Nossa Senhora da Conceição, resquício do início da implantação da cidade de Óbidos, que foi abandonada por conta da rasa profundidade do rio (impossibilitando a navegação).
Apesar da atual mistura étnica da comunidade Arapucu (negros, índios e brancos), predominam os traços culturais relacionados a pessoas que fugiram da escravidão após a Abolição da escravidão no Brasil, em 1888.

## Tombamento
O tombamento de quilombos é previsto pela Constituição Brasileira de 1988, bastando a certificação pela Fundação Cultural Palmares:
Art. 216. Constituem patrimônio cultural brasileiro os bens de natureza material e imaterial, tomados individualmente ou em conjunto, portadores de referência à identidade, à ação, à memória dos diferentes grupos formadores da sociedade brasileira [...]
§ 5º Ficam tombados todos os documentos e os sítios detentores de reminiscências históricas dos antigos quilombos.
Portanto, a comunidade quilombola de Arapucu é um patrimônio cultural brasileiro, tendo em vista que recebeu a certificação de ser uma "reminiscência histórica de antigo quilombo" da Fundação Cultural Palmares no ano de 2007.

## Situação territorial
A falta do título da terra (regularização fundiária) cria para as comunidades quilombolas uma dificuldade de desenvolver a agricultura, além dos conflitos com os fazendeiros de suas regiões e a impossibilidade de solicitar políticas sociais e urbanas para melhorias de condições de vida, como infraestrutura urbana de redes de energia, água e esgoto.
Povos Tradicionais ou Comunidades Tradicionais são grupos que possuem uma cultura diferenciada da cultura predominante local, que mantêm um modo de vida intimamente ligado ao meio ambiente natural em que vivem. Através de formas próprias: de organização social, do uso do território e dos recursos naturais (com relação de subsistência), sua reprodução sócio-cultural-religiosa utiliza conhecimentos transmitidos oralmente e na prática cotidiana.

Um dos traços culturais afro-brasileiros mantidos até hoje pela comunidade quilombola de Arapucu é a Folia de São Tomé. Rosa Gonçalves, moradora da comunidade e foliã mais antiga, indica que a Folia de São Tomé teve início quando a comunidade possuía mais de vinte e cinco casas.